# Lissodendoryx lissostyla
Lissodendoryx lissostyla är en svampdjursart som först beskrevs av Thomas 1970.  Lissodendoryx lissostyla ingår i släktet Lissodendoryx och familjen Coelosphaeridae. Inga underarter finns listade i Catalogue of Life.